# Dichelyne szidati
Dichelyne szidati is een rondwormensoort uit de familie van de Cucullanidae. De wetenschappelijke naam van de soort is voor het eerst geldig gepubliceerd in 2002 door Timi & Sardella.